# El fill que jo no esperava
El fill que jo no esperava (títol original en francès, L'Enfant que je n'attendais pas) és un telefilm francès dirigit per Bruno Garcia i emès el 8 de maig de 2019 a France 2. S'ha doblat al valencià per a À Punt.
En el film, la Johanna, directora de màrqueting i mare d'una nena petita, dona a llum un fill que no esperava. Es desfà del nadó i és acusada d'infanticidi.
El Festival TV de Luishon de 2019 va atorgar el premi a la millor actriu per a Alix Poisson.